# Jaime Camil
Jaime Federico Said Camil de Saldaña da Gama (Ciudad de México, 22 de julio de 1973), conocido como Jaime Camil, es un actor, comediante y cantante mexicano. Recordado por sus personajes en las telenovelas La fea más bella, Por ella soy Eva y por trabajar en series de la cadena CW como Rogelio de la Vega en Jane the Virgin y en CBS en su papel de Javier en "Broke", está casado con la modelo Heidi Balvanera.

## Primeros años
Es el único hijo del primer matrimonio del empresario mexicano Jaime Camil Garza y la pintora brasileña Cecilia Saldanha-Da Gama Pérez que se disolvió por divorcio cuando tenía 5 años de edad. En un principio vivió con su madre en Brasil. Más tarde, a la edad de 12 años, se mudó a México con su padre. 
Estudió administración de empresas en la Universidad Anáhuac y laboró para una de las compañías de su padre, pero más tarde persiguió una carrera en el mundo del espectáculo, empezando con un trabajo como conductor en una estación de la Ciudad de México.

## Sus inicios
Se inició en el medio artístico en contra de la voluntad de su progenitor, quien deseaba que su hijo mayor fuera empresario, aunque más adelante lo apoyó en sus aspiraciones. Comenzó haciendo trabajos para la radio, fungiendo en el año 1993 como locutor de la estación Radioactivo 98.5 de la Ciudad de México.
En 1995 debutó en la televisión con su propio programa, llamado El show de Jaime Camil. En 1996 tuvo otra oportunidad para tener su propio espacio en la televisión, esta vez en Qué nochecita con Jaime Camil. Ambos proyectos se transmitieron a través de la cadena TV Azteca.

## Carrera artística
Camil inició su carrera en 1993 como conductor en la estación de radio, Radioactivo 98.5. Dos años más tarde hace su primera aparición en televisión como conductor del programa de TV Azteca, “El show de Jaime Camil”, y en 1996, en la misma empresa, “Que nochecita con Jaime Camil”.
En 1999 Camil lanzó su primer trabajo discográfico, titulado Para estar contigo. Esta producción lo llevó a recorrer las principales ciudades de México, Estados Unidos y América Latina, de este se desprenden canciones como: «Nada es igual sin ti» —la cual sonó de manera importante en la radio así como «Nunca dejarte ir»—.
En 2000, su inquietud por ganar un terreno dentro del mundo de la actuación lo llevó a incursionar en la industria de las telenovelas, participando en el melodrama Mi destino eres tú, transmitida por Televisa. Fue antagonista de la telenovela junto a la también actriz y cantante mexicana Lucero.
En 2001 lanzó su segundo trabajo discográfico, Una vez más, con canciones como Dime, pero este no tuvo mucho auge por falta de promoción del sello discográfico. A finales de ese mismo año participó en el disco Tributo a las víctimas del 9/11.
En 2002 regresó a la televisión como presentador de la versión mexicana de Operación Triunfo. Durante ese tiempo radicó en la ciudad de Miami, para cumplir con los compromisos que tenía con el sello discográfico que mercadeó su disco, por lo que viajaba semanalmente a México para conducir el programa.
En 2004 participó en la telenovela Mujer de madera, producida por Emilio Larrosa como protagónico.
Concluidas las grabaciones de la telenovela, se trasladó a la ciudad de Nueva York, en donde vivió cerca de un año. Recorrió varias ciudades de los Estados Unidos con la obra musical Los reyes del mambo, con la que llegó al circuito de Broadway. No obstante, por razones de logística de la producción, la puesta en escena de esta obra se canceló.
Más adelante formó parte del elenco de Latinologues, que sí subió a escena con mucho éxito, bajo la producción de Eugenio Derbez. Camil no permaneció mucho tiempo: en diciembre de 2005, la productora Rosy Ocampo se comunicó con él desde México para ofrecerle el papel protagónico de la telenovela La fea más bella, versión mexicana del melodrama colombiano Yo soy Betty, la fea. Aunque durante aquel momento no vislumbraba un regreso a la televisión mexicana, Jaime aceptó la propuesta sin imaginar el éxito en audiencia que alcanzaría tanto en México como en los Estados Unidos. En esta producción trabajaron con él Angélica Vale, Angélica María y José José; como él mismo lo refiere "Soy un Jaime Camil antes de La fea más bella y un Jaime Camil después de La fea más bella".
De igual forma, se ha destacado dentro de la pantalla grande. En 1997 debutó en la cinta Delfines. No obstante, no fue sino hasta el 2003 cuando los productores lo tomaron en serio para películas de cine. Fue en ese mismo año cuando participó en Puños rosas.
En 2004 participó en la cinta Zapata: El sueño de un héroe, sobre la vida del líder de la Revolución mexicana, Emiliano Zapata. Camil interpretó a Eufemio Zapata, hermano de Emiliano, cinta que no tuvo el éxito esperado. En ese mismo año tuvo una participación en Siete días, actuando como coprotagonista, película que obtiene excelentes críticas nacionales e internacionales. Gracias a su gran actuación, fue ganador de una Diosa de Plata por mejor co-actuación masculina y nominado a un Ariel en la misma categoría.
En 2005 actuó en la película sobre Fidel Castro Dios o demonio. Tuvo una participación especial en un capítulo de la serie Una familia de diez.
Participó en los cortometrajes Mariana made in Tepito y Volver, volver en los años 2004 y 2005, respectivamente.
En marzo de 2007, justo al terminar las grabaciones de La fea más bella, se traslada al valle de Ensenada, Baja California, para el rodaje de la película Recién cazado, que protagoniza junto a la actriz venezolana Gabriela Vergara. El equipo rodó las escenas entre Ensenada y París, Francia.
Durante dos años consecutivos, 2006 y 2007, fue seleccionado por la revista People en español como uno de los 50 latinos más bellos, en la edición especial que lanza anualmente dicha publicación. 
En mayo de 2007 caracterizó al Capitán Garfio en la obra infantil Peter Pan, en el Teatro Aldama de la Ciudad de México. La puesta en escena logra gran éxito taquillero, así como excelentes críticas por parte de la prensa.
En septiembre de 2007 subió a escena nuevamente en México, esta vez interpretando el papel protagonista en el musical El diluvio que viene, bajo la dirección de Fela Fábregas y compartiendo créditos con la cantante María Inés Guerra. En dicha obra dio vida al Padre Silvestre.
En febrero de 2008 fue premiado como Mejor actor de comedia musical en la XXV entrega de Premios APT en Ciudad de México, por su actuación como el padre Silvestre en El diluvio que viene.
En 2007 participó en el doblaje al español de la película Open Season (Amigos salvajes), dándole voz a "Eliot". Al lado del cantante Reyli. El mismo año hizo lo propio con la película Bee Movie, al lado de Ana de la Reguera.
En febrero de 2008 sale nuevamente al aire a través de la pantalla chica en la telenovela Las tontas no van al cielo, nuevamente bajo la producción de Rosy Ocampo. En la misma trabaja al lado de Jacqueline Bracamontes y Valentino Lanús. Luego la empresa productora de películas Sony Pictures contactó a Jaime Camil para proponerle que encarne a Mauricio Garcés en la trilogía fílmica: Modisto de señoras, Espérame en Siberia, vida mía y Cómo atrapar a un don Juan. Camil indicó que el contrato lo firmará cuando la empresa tenga los derechos de explotación para hacer las películas y empezar a trabajar con Phillips Alexander e Ina Payán.
En 2009 se estrenó una película mexicana de dibujos animados, El Agente 00-P2, en la cual nuevamente Jaime dobla la voz del personaje principal. Hizo una aventura con Javier Poza llamada "Aventura por México" que implicó recorrer casi toda la Républica Mexicana en un periodo de 42 días.
Él interpreta a Martín Pérez y a Gonzalo González en la telenovela Los exitosos Pérez (versión mexicana de Los exitosos Pells) junto a Ludwika Paleta, Verónica Castro y Rogelio Guerra, telenovela mexicana grabada en Argentina.
En 2010 se estrenó la película Regresa, en la que actúa a lado de la exreina de belleza Blanca Soto. A mediados del mismo año se estrenará Salvando al Soldado Pérez de Lemon Films, en la que actúa a lado de figuras como Joaquín Cosío, Isela Vega, Jesús Ochoa y Miguel Rodarte y participara en las cintas americanas Border Crosses dirigida por Gary Lankford donde actuará a lado de Sam Shepard y Mía Maestro; y Without Men dirigida por Gabriela Tagliavini.
En 2011 gana la categoría "Qué actorazo" en los Premios Juventud.
En febrero de 2012 estrena telenovela en Televisa México al lado de Lucero (Helena Moreno Romero), con el nombre de Por ella soy Eva, (versión mexicana de En los tacones de Eva), en la que interpreta a un profesional del turismo el cual se ve envuelto en una serie de situaciones adversas que lo llevan a perder el amor de su coprotagonista así como fingir su muerte y adoptar la personalidad de una mujer viuda (que casualmente tiene la misma profesión) (Juan Carlos Caballero Mistral / Eva María León Jaramillo viuda de Zuloaga), con la cual pretende limpiar su nombre y reconquistar el amor de Helena, vistiéndose de mujer con el nombre de Eva María León Jaramillo Vda. de Zuloaga. El mismo año estrena la película El cielo en tu mirada, junto a Mane de la Parra y Aislinn Derbez.
Para 2013 vuelve a trabajar en televisión nuevamente con Rosy Ocampo en la telenovela de corte cómico Qué pobres tan ricos, (versión mexicana de Pobres Rico) en esta ocasión comparte créditos con Zuria Vega, Sylvia Pasquel, Mark Tacher e Ingrid Martz.
Actualmente, hace el papel de Rogelio De La Vega en la exitosa serie estadounidense Jane the Virgin, en donde interpreta a un excéntrico actor de telenovelas y además, es padre de Jane. Además interpretó a Eva María León Jaramillo de la telenovela Por ella soy Eva bajo el nombre de Judy.

## Vida personal
Es hijo único de la relación de sus padres pero tiene dos medios hermanos por parte de su padre: Alexia y Jorge, y tres hermanastras (hijas de Tony Starr con Armando Sotres): Kali, Erika Ellice —conocida como Issabella Camil— y Melissa.
Es cuñado del actor y productor Sergio Mayer. Comparte nacionalidad en México y Brasil.
A comienzos de su carrera artística se rumoreó que su adinerado padre le compraba las oportunidades, lo cual Camil negó y se rumoreaba que la fortuna familiar era proveniente de contratos políticos.
En los años noventa mantuvo una buena amistad con Luis Miguel. A comienzos del 2007, en una entrevista para el programa Hoy, de México, dejó entrever que ya no es amigo del llamado Sol de México. Alejandro Fernández y Angélica Vale figuran como sus amigos más allegados.[cita requerida]
Disfruta de visitar el puerto de Acapulco y LA, donde tiene un club de box llamado «DeLaBarracudaBoxingClub (DeLaBBC)».
Tiene tres tatuajes: un sol en el tobillo derecho, otro en el brazo derecho con el símbolo tibetano de la Casa de los Guerreros, una cruz, el nudo infinito y el nombre del filósofo y matemático griego Epicuro de Samos, también en el brazo derecho.
Desde muy joven ha sido un apasionado de las motocicletas. Por lo que tiene una Confederate Hellcat Combat, de diseño exclusivo (solo 20 en el mundo).
Actualmente está casado con la modelo Heidi Balvanera con quien, a pesar de que con algunas interrupciones, lleva 7 años. El 25 de octubre de 2011 se estrenaron como padres de Elena Camil Balvanera. El 2 de octubre de 2014, Jaime Camil y Heidi Balvanera se convirtieron en papás por segunda ocasión, recibiendo a su hijo Jaime Camil Balvanera.
La vida llevó a Jaime Camil y a Heidi Balvanera a dejar México y a instalarse de lleno en la ciudad de Los Ángeles, donde el actor ha formado parte de diversos proyectos, entre los que se encuentra la serie ‘Broke’, en la que trabaja actualmente.

## Filmografía

### Cine
| Año  | Película                                                                       | Personaje                 |
| ---- | ------------------------------------------------------------------------------ | ------------------------- |
| 2022 | Kimi                                                                           | Antonio Rivas             |
| 2020 | Las píldoras de mi novio                                                       | Hank                      |
| 2018 | The Loud House De Viaje Una Aventuras Sobre Ruedas Carrera Veloces de La Noche | Baytona Clásico           |
| 2017 | Coco (película)                                                                | Papá... voz               |
| 2015 | Ilusiones S.A.                                                                 | El Director               |
| 2014 | Elsa & Fred                                                                    | Mesero                    |
| 2013 | 200 Cartas                                                                     | Juan                      |
| 2013 | Amor a primera visa (Pulling strings)                                          | Alejandro                 |
| 2011 | Chiapas the heart oh coofee                                                    | Gerónimo                  |
| 2011 | El cielo en tu mirada                                                          | Matt                      |
| 2011 | Salvando al soldado Pérez                                                      | Eladio                    |
| 2010 | Regresa                                                                        | Ernesto del Valle         |
| 2009 | Recién cazado                                                                  | Sebastián                 |
| 2009 | El Agente 00-P2                                                                | Tambo Macaw               |
| 2008 | All Inclusive                                                                  | Baldi                     |
| 2007 | Bee Movie (doblaje al español)                                                 | Barry B. Benson: la abeja |
| 2006 | Open Season (doblaje al español)                                               | Elliot: el ciervo         |
| 2005 | Dios o demonio (título inglés: “I Love Miami")                                 | Alberto                   |
| 2005 | Volver, volver (cortometraje)                                                  | Jorge                     |
| 2004 | 7 días                                                                         | Tony Zamacona             |
| 2004 | Mariana Made in Tepito (cortometraje)                                          | Boni                      |
| 2004 | Zapata, el sueño de un héroe                                                   | Eufemio Zapata            |
| 2003 | Puños rosas                                                                    | Randy Garza               |
| 1997 | Delfines                                                                       |                           |

### Telenovelas
| Año       | Título                     | Personaje                                                        | Notas                               |
| --------- | -------------------------- | ---------------------------------------------------------------- | ----------------------------------- |
| 1997-1998 | Demasiado corazón          | Antonio Ramírez                                                  | 225 episodios                       |
| 1998      | Tentaciones                | Andrés Villegas                                                  | 60 episodios                        |
| 1999      | Por tu amor                | Roberto Flores                                                   | 71 episodios                        |
| 2000      | Mi destino eres tú         | Mauricio Rodríguez                                               | 90 episodios                        |
| 2000-2001 | La hora pico               | Presentador                                                      | 20 episodios                        |
| 2001      | Diseñador ambos sexos      | Fernando Haddad                                                  | 6 episodios                         |
| 2002      | La familia P. Luche        | Él mismo                                                         | Episodio: "El concurso de reclamos" |
| 2004-2005 | Mujer de madera            | César Linares                                                    | 205 episodios                       |
| 2006-2007 | La fea más bella           | Fernando Mendiola                                                | 299 episodios                       |
| 2007      | Una familia de diez        | Él mismo                                                         | Episodio: "Aldolfo"                 |
| 2008      | Las tontas no van al cielo | Santiago López-Carmona                                           | 138 episodios                       |
| 2009-2010 | Los exitosos Pérez         | Martín Pérez / Gonzalo González                                  | 171 episodios                       |
| 2012      | Por ella soy Eva           | Juan Carlos Caballero / Eva María León Jaramillo Vda. de Zuloaga | 166 episodios                       |
| 2013      | Criadas y malvadas         | Óscar Valdez                                                     | Episodio: "Taking Out the Trash"    |
| 2013-2014 | Qué pobres tan ricos       | Miguel Ángel Ruizpalacios                                        | 167 episodios                       |
| 2014-2019 | Jane the Virgin            | Rogelio de la Vega                                               | 100 episodios                       |
| 2019      | Charmed                    | Sr. Morales                                                      | 2 episodios                         |

### Series
| Año         | Serie                             | Personaje          | Capítulos     | País                      |
| ----------- | --------------------------------- | ------------------ | ------------- | ------------------------- |
| 2001        | La familia P. Luche               | Conductor          | 1 episodio    | Bandera de México         |
| 2001        | Diseñador ambos sexos             | Fernando Haddad    | 6 episodios   | Bandera de México         |
| 2007        | Una familia de diez               | Él mismo           | 2 episodios   | Bandera de México         |
| 2013        | Criadas y malvadas                | Óscar Valdez       | 1 episodio    | Bandera de Estados Unidos |
| 2014 - 2019 | Jane the Virgin                   | Rogelio de la Vega | 100 episodios | Bandera de Estados Unidos |
| 2016        | The Loud House                    | Baytona Clásico    | 104 episodio  | Bandera de Estados Unidos |
| 2017        | Jane the Virgin                   | Rogelio de la Vega | 1 episodio    | Bandera de Estados Unidos |
| 2018        | La leyenda de los tres caballeros | Panchito Pistolas  | 13 episodios  | Bandera de Estados Unidos |
| 2019        | Star vs. The Forces of Evil       | Globgor            | 12 Episodios  | Bandera de Estados Unidos |
| 2019        | Charmed                           | Mr. Morales        | 1 episodio    | Bandera de Estados Unidos |
| 2019        | Bojack Horseman                   | Jorge Chávez       | 3 episodios   | Bandera de Estados Unidos |
| 2019        | La guardia del león               | Pingüino           | 3 episodios   | Bandera de Estados Unidos |
| 2022        | El rey Vicente Fernández          | Vicente Fernández  | 36 episodios  | Bandera de México         |
| 2024-2025   | Acapulco                          | Alejandro Vera     |               |                           |

### Teatro
| Obra                               | Año  | Personaje       |
| ---------------------------------- | ---- | --------------- |
| Chicago "The Musical"              | 2016 | Billy Flynn     |
| Aladino el musical de los 3 deseos | 2008 | El Genio        |
| El diluvio que viene               | 2007 | Padre Silvestre |
| Peter Pan “El Musical"             | 2007 | Capitán Garfio  |
| Latinologues                       | 2005 | Paquito         |
| Standing Ovations I                | 2005 |                 |
| Mambo Kings                        | 2005 |                 |
| Amor sin Barreras                  | 2004 | Bernardo        |

## Discografía
Álbumes
- 1999: Para estar contigo
- 2001: Una vez más
- 2008: Jaime Camil Vol. 3
- 2012: Por ella soy Eva

En bandas sonoras
- 2004: Zapata: El Sueño del héroe
- 2006: La fea más bella
- 2008: Aladino, un musical donde tres deseos es solo el comienzo
- 2012: Por ella soy Eva

## Conducción
- 2024 :  La Academia (México)
- 2012-2013 y 2019: Kids Choice Awards México
- 2011: Premios Lo Nuestro
- 2010: El Gran Show en Univisión
- 2010: El Gran Mexicano
- 2009: Aventura por México con Javier Poza
- 2007: Premios Juventud con Angélica Vale y Belinda
- 2006: Premios FOX Sports 2006
- 2005: Premios Juventud
- 2005: Miss Ecuador
- 2005: Premios FOX Sports 2005
- 2003: Maxim Magazine Night
- 2002: Operación Triunfo México
- 2000: Premios Heraldo
- 2000: La Hora Pico
- 2000: Nuestra Belleza México
- 2000: Festival Acapulco
- 1996: Que nochecita con Jaime Camil
- 1995: El Show de Jaime Camil
- 1993: Radioactivo 98.5 (radio)

## Premios y nominaciones

### Premios Ariel
| Año  | Categoría                   | Título | Resultado |
| ---- | --------------------------- | ------ | --------- |
| 2006 | Mejor coactuación masculina | 7 Días | Nominado  |

### Kids Choice Awards México
| Año  | Categoría      | Título           | Resultado |
| ---- | -------------- | ---------------- | --------- |
| 2012 | Actor Favorito | Por ella soy Eva | Nominado  |

### Premios Juventud
| Año  | Categoría        | Título               | Resultado |
| ---- | ---------------- | -------------------- | --------- |
| 2011 | ¡Qué actorazo!   | Los exitosos Pérez   | Ganador   |
| 2014 | ¡Está buenísimo! | Qué pobres tan ricos | Nominado  |

### Premios People en Español
| Año  | Categoría                 | Título           | Resultado |
| ---- | ------------------------- | ---------------- | --------- |
| 2012 | Mejor Actor               | Por ella soy Eva | Nominado  |
| 2012 | Mejor Pareja (con Lucero) | Por ella soy Eva | Nominado  |
| 2010 | Mejor Actor               | Regresa          | Ganador   |

### Premios TVyNovelas
| Año  | Categoría                  | Título             | Resultado |
| ---- | -------------------------- | ------------------ | --------- |
| 2012 | Mejor actor protagónico    | Por ella soy Eva   | Nominado  |
| 2007 | Mejor actor protagónico    | La fea más bella   | Nominado  |
| 2001 | Mejor revelación masculina | Mi destino eres tú | Nominado  |

### Premios Bravo
| Año  | Categoría               | Título           | Resultado |
| ---- | ----------------------- | ---------------- | --------- |
| 2007 | Mejor actor protagónico | La fea más bella | Ganador   |

### TV Adicto Golden Awards
| Año  | Categoría                    | Telenovela           | Resultado |
| ---- | ---------------------------- | -------------------- | --------- |
| 2013 | Mejor protagonista masculino | Qué pobres tan ricos | Ganador   |
| 2012 | Mejor protagonista masculino | Por ella soy Eva     | Ganador   |

### Premios Calendario de Oro 2007
| Categoría   | Persona          | Resultado |
| ----------- | ---------------- | --------- |
| Mejor actor | La fea más bella | Ganador   |

### Diosas de Plata
| Año  | Categoría                   | Película | Resultado |
| ---- | --------------------------- | -------- | --------- |
| 2005 | Mejor Coactuación Masculina | 7 Días   | Ganador   |

### MTV Movie Awards México
| Año  | Categoría      | Película                   | Resultado |
| ---- | -------------- | -------------------------- | --------- |
| 2005 | Actor Favorito | Zapata: El sueño del héroe | Nominado  |